# لوکاس کاسترومن
لوکاس کاسترومن (انگلیسی: Lucas Castromán؛ زادهٔ ۲ اکتبر ۱۹۸۰) بازیکن فوتبال اهل آرژانتین است.
از باشگاه‌هایی که در آن بازی کرده‌است می‌توان به باشگاه ورزشی لاتزیو، باشگاه فوتبال راسینگ کلوب آویاندا، باشگاه فوتبال بوکا جونیورز، باشگاه فوتبال ولز سارسفیلد، باشگاه فوتبال اودینزه، و باشگاه فوتبال آمریکا اشاره کرد.
وی همچنین در تیم‌های ملی فوتبال زیر ۲۰ سال آرژانتین و آرژانتین بازی کرده‌است.